# U 271
U 271  war ein U-Boot vom Typ VII C, das von der deutschen Kriegsmarine während des U-Boot-Krieges im Zweiten Weltkrieg im Nord- und Mittelatlantik, sowie vor der nordamerikanischen Ostküste eingesetzt wurde.

## Technische Daten
Die 1938 als Tochterunternehmen des Bremer Vulkan gegründete Vegesacker Werft baute u. a. insgesamt 74 U-Boote für die Kriegsmarine. Bereits vor Kriegsbeginn Anfang September 1939 erhielt die Werft einen Auftrag zum Bau von 15 Booten des Typs VII C.
Die zwei Dieselmotoren ermöglichten bei Überwasserfahrt eine Geschwindigkeit von 17 Knoten (31,6 km/h). Ein Typ VII C-Boot hatte damit eine maximale Reichweite von 6500 sm. Auf Tauchfahrt kamen üblicherweise die beiden je 375 PS starken Elektromotoren zum Einsatz, die bis zu 7,6 Knoten Fahrt gewährleisteten. Als sogenanntes „Flak-Boot“ war U 271 – wie einige VII C-Boote seiner Zeit – kurzzeitig mit einer verstärkten Artilleriebewaffnung ausgerüstet, um den Kampf mit feindlichen Luftkräften aufnehmen zu können.  Als Wappen trug U 271 das silberne Blatt einer Hellebarde auf blau-grauem Grund.

## Kommandant
Curt Barleben wurde am 28. März 1909 in Oldenburg geboren und trat 1935 in die Kriegsmarine ein. Bis zum Jahr 1941 kommandierte er die 12. und die 11. Vorpostenbootflottille. Nach Absolvierung seiner U-Bootausbildung fuhr er im Sommer 1942 als Erster Wachoffizier auf U 553. Im September desselben Jahres übernahm er das Kommando auf U 271, das er bis zur Versenkung des Bootes innehatte.

## Einsatz und Geschichte
Bis zum 31. Mai 1943 war U 271 bei der 8. U-Flottille – einer Ausbildungsflottille – in Danzig stationiert. Kommandant Barleben unternahm, zum Einfahren des Bootes und zum Training der Besatzung, Ausbildungsfahrten in der Ostsee. Ende Mai brach U 271 von Kiel aus zu seiner ersten Unternehmung auf.  Am 1. Juni 1943 wurde das Boot der 1. U-Flottille zugeteilt und erreichte am 16. Juli den Hafen Lorient an der nordfranzösischen Atlantikküste. Von hier aus verlegte das Boot am 15. September nach Brest, dem Stützpunkt der 1. U-Flottille, von wo aus Kommandant Barleben mit U 271 im Herbst 1943 und im Frühjahr 1944 zwei weitere Feindfahrten unternahm. Erstere Fahrt musste Ende Oktober abgebrochen werden, da U 271 im Kampf mit mehreren Flugzeugen der USS Core stark beschädigt worden war.

### Untergang
Am 12. Januar 1944 brach Kommandant Barleben mit U 271 zu seiner letzten Unternehmung auf. Vorgesehenes Operationsgebiet des Bootes war der Nordatlantik, insbesondere des Seegebietes westlich von Irland. Das Boot wurde am 28. Januar von einem Liberator-Bomber der US Navy entdeckt und mit Wasserbomben versenkt. Es gab keine Überlebenden.